# Alfred Jost
Alfred Jost, född 27 juli 1916 i Strasbourg, död 3 februari 1991, var en fransk endokrinolog, verksam vid College de France.

## Biografi
Alfred Josts far, apotekaren Marcel Jost, avled när han var 13, och modern kunde inte ta hand om sina fyra söner. Han sändes därför till en granne. Fadern i huset var professor i klassisk grekiska vid stadens universitet, och blev hans lärare. Efter studier vid École normale supérieure gifte Jost sig med husets dotter. Hans första tjänst blev vid Naturhistoriska museet, och han blev professor vid universitetet i Paris 1956. Från 1974 till strax före sin död verkade han vid College de France som titulärprofessor i fysiologisk utveckling.
Jost upptäckte anti-müllerskt hormon (AMH) 1944, och kunde därmed förklara könsdifferentieringen hos pojkar under fosterutvecklingen. Jost beskrev differentieringen genom att hävda att hos pojkar tillbakabildas de müllerska gångarna av AMH, och de wollfska gångarna utvecklas i stället till de inre manliga könsorganen av testosteron. Jost förklarade att brist på dessa båda hormoner skulle leda till att ett foster utvecklade kvinnlig fenotyp. Han lade också fram studier på hur sköldkörteln, hypofysen och hypotalamus bidrar till fosterutvecklingen.
Jost räknas som fadern till fetal endokrinologi (endokrinologi under fostertiden), eftersom han var den förste att, i stället för att studera fågelägg, utföra sina studier på däggdjur. Det dröjde länge innan Josts upptäckt vann erkännande.
Jost var officer i Hederslegionen och Mérite National, samt ledamot av franska Vetenskapsakademien, där han var ständig sekreterare till sin död. Han var ledamot av Svenska Vetenskapsakademien, och flera andra utländska akademier.